# Il ricatto più vile
Il ricatto più vile (Ransom!) è un film statunitense del 1956 diretto da Alex Segal.
Il film si basa su un episodio della serie televisiva The United States Steel Hour intitolato Fearful Decision e datato 1954.

## Trama
L'industriale David Stannard conduce una vita agiata insieme alla moglie a al figlioletto. Un brutto giorno però quest'ultimo viene rapito da una banda di criminali che, in cambio della sua liberazione, chiede un riscatto di mezzo milione di dollari. Il padre raccoglie la somma ma, temendo che nonostante il pagamento i banditi non rilascino il figlio, lancia loro un drammatico appello attraverso una rete televisiva ed avverte i rapitori che se non gli rimanderanno prima suo figlio, li userà tutti come taglia sulla loro testa. Edith, sconvolta e impaurita, lo rimprovera ma ecco che...

## Remake
Il film è stato oggetto di remake per Ransom - Il riscatto (Ransom), un film del 1996 diretto da Ron Howard e interpretato da Mel Gibson.